# Adoretus aenescens
Adoretus aenescens är en skalbaggsart som beskrevs av Blanchard 1851. Adoretus aenescens ingår i släktet Adoretus och familjen Rutelidae. Inga underarter finns listade i Catalogue of Life.